# 야쿠와 사토미
야쿠와 사토미(일본어: 八鍬 里美, 1990년 10월 4일 ~ )는 일본의 모델이다.